# جماعات الابتكار
الجماعات المشتركة هي شكل من أشكال جماعات الممارسة والتي تعني بابتكارات في مجال معين من الإبداع والابتكار. (CoI), أو مجتمعات الابتكار, أو الجماعات الابتكارية, أو جماعات الابتكار المنفتحة أو جماعات الإبداع.

## التسمية
الجماعة الإبداعية هي ترجمة لمصطلح (بالإنجليزية: Communities of innovation)‏ ويمكن ترجمتها إلى: «جماعة خلاقة» أو «جمعيات ابتكارية».

### المنشأ
يُعرِّف كوكس (Coakes) وسميث (Smith) في عام 2007 جماعات الابتكار (CoI) بأنها نوع من جماعات الممارسة التي تكرس نفسها لدعم الابتكار. ويشيران إلى أن جماعات الابتكار يمكنها أن تتشكل من مؤيدي الابتكار إضافة إلى الشبكة الاجتماعية الخاصة بهم وأن هذه الجماعات تُعد ملجأً آمنًا لإبداع ودعم الأفكار المبتَكرة  وجماعات الابتكار المشتركة عبارة عن جماعات تتألف من أفراد لديهم دافع يعملون سويًا من أجل تحقيق هدف مشترك ليس بناءً على أوامر رؤسائهم ولكن لأنهم مقتنعون بقضيتهم المشتركة.

### تطور المجال

#### جماعات الإبداع
اقترح سواهني (Sawhney) وبرانديلي (Prandelli) في عام 2000 نموذج جماعات الإبداع باعتباره آلية جديدة للحوكمة لإدارة المعرفة توجد في شركات مختلفة بغرض الابتكار. وتُعد حقوق الملكية الفكرية ملكًا للجماعة كلها على الرغم من أن تلك الجماعة يحكمها شركة مركزية تُعد هي الراعي لها وتحدد القواعد الأساسية للمشاركة. وهذا النموذج يقع بين النموذج الهرمي المغلق والنموذج السوقي المفتوح 

### جماعة الابتكار التي وضعت نظام التشغيل لينكس
تعد الشركة من الناحية التقليدية أكثر الوسائل فعالية لإدارة المعرفة التي يمتلكها مختلف الأشخاص. وأهم دافع هو الأمان الوظيفي والترقي الوظيفي والتقدير. ويؤيد لي (Lee) وكول (Cole) في عام 2003 بنية جماعية لإبداع المعرفة تتخطى حدود الشركات  ولإثبات حجتهما قدما تلك الحالة الخاصة «بكيفية التعاون المشترك بين آلاف المتطوعين الموهوبين المنتشرين عبر الحدود المؤسسية والجغرافية من خلال الإنترنت لإخراج منتج مبتكر كثيف المعرفة له جودة عالية» هو نواة لينكس (لي وكول، 2003، ص &633). وأثبتت جماعة لينكس المشتركة أنها وسيلة شديدة الفعالية لإدارة المعرفة التي يمتلكها مختلف الأشخاص. ويتمثل الدافع الأساسي في منظومة القيم والتقدير والترقي الوظيفي. ويقول لي وكول (2003) إن الأبحاث التي تتناول إدارة المعرفة كانت تركز حتى وقتنا هذا على التسلسل الهرمي ومن ثم فهي لم تتطرق كما يجب إلى تنظيم المعرفة الموزعة، أي تلك المعرفة الموزعة على العديد من الأشخاص. ويشير الباحثان ـــــ كما أوضحنا في حالة نظام التشغيل لينكس ـــــ إلى أن «ظهور الإنترنت وكذلك تقنيات الويب مكنت الجماعات المتخصصة من التجمع والتفاعل ومشاركة الموارد بكثافة من خلال الواجهات الإلكترونية» بل وعبر حدود الشركات (لي وكول، 2003، ص  633). وأصبح بمقدور الناس المشاركة الفعالة بعد انتهاء ساعات العمل. وأصبح بالإمكان تنسيق العمل (بما في ذلك التعليقات) حتى عندما يعمل كل شخص من موقع مختلف. ولهذا تكون دائرة النشاط أوسع بكثير ويمكن الوصول إلى الكتلة الحرجة من مهندسي البرمجيات اللازمين لتطوير وصيانة مشروع لينكس.

## فوائد جماعة الابتكار

### البراعة المؤسسية
تؤدي جماعات الابتكار الناجحة إلى زيادة الابتكارات في المؤسسة. ولهذا فإن لها القدرة على المساهمة في البراعة المؤسسية التي تشير إلى القدرات المزدوجة للمؤسسة في إدارة الأعمال القائمة والمرونة والتكيف للتوافق مع التغيرات والمتطلبات المستقبلية.

## الاهتمام بالطابع العملي لجماعات الابتكار ومفهومها
أظهر بحث جوجل حول «جماعات الابتكار» 66100 نتيجة في 24 يونيو من عام 2012.

## للإستزادة
| - إختبارات الدفاع الجوي - تعلم نشط - نظرية النشاط - مراجعة بعد العمل - براعة مؤسساتية - تعلم تعاضدي - جماعة إبداعية | - علم نفس تربوي - إدارة المعرفة - تنظيم المعرفة - نقل المعرفة - تعلم - شبكة تعلم - جماعة تعلم - صعود المركب (تنظيم) | - ذاكرة مؤسسات - هندسة مؤسسات - ربط إجتماعي - نظرية الإختيار الإسترتيجي - نظرية النص والتخاطب - شبكة القيم - تحليل شبكة القيم |

## وصلات خارجية
- “Communication on Innovation policy: updating the Union's approach in the context of the Lisbon strategy” – The المفوضية الأوروبية.
- Commission proposes 2009 to become European Year of Creativity and Innovation – The المفوضية الأوروبية.
- PRO-INNO Europe - Innovation policy analysis and development throughout Europe (Initiative of the المفوضية الأوروبية).